# 特吕耶尔河畔昂特赖格
特吕耶尔河畔昂特赖格（法語：Entraygues-sur-Truyère，当地发音：[ɑ̃ˈtʁajə syʁ tʁy'jɛʁə]），法国南部市镇，属于奥克西塔尼大区阿韦龙省，隶属于罗德兹区，其市镇面积为30.15平方公里，2022年1月1日时人口数量为970人，在法国城市中排名第10,002位。
特吕耶尔河畔昂特赖格位于阿韦龙省北部偏西，特呂耶爾河与洛特河的交汇处，是一个区域性的中心城市，多条公路在此交汇。

## 地名来源
“昂特赖格”一名来源于拉丁语“inter aqua”，意为“两河之间”，该名称与当地两河交汇的自然景观有关。“特吕耶尔河畔”这一后缀自1958年起成为当地官方名称的一部分。

## 历史

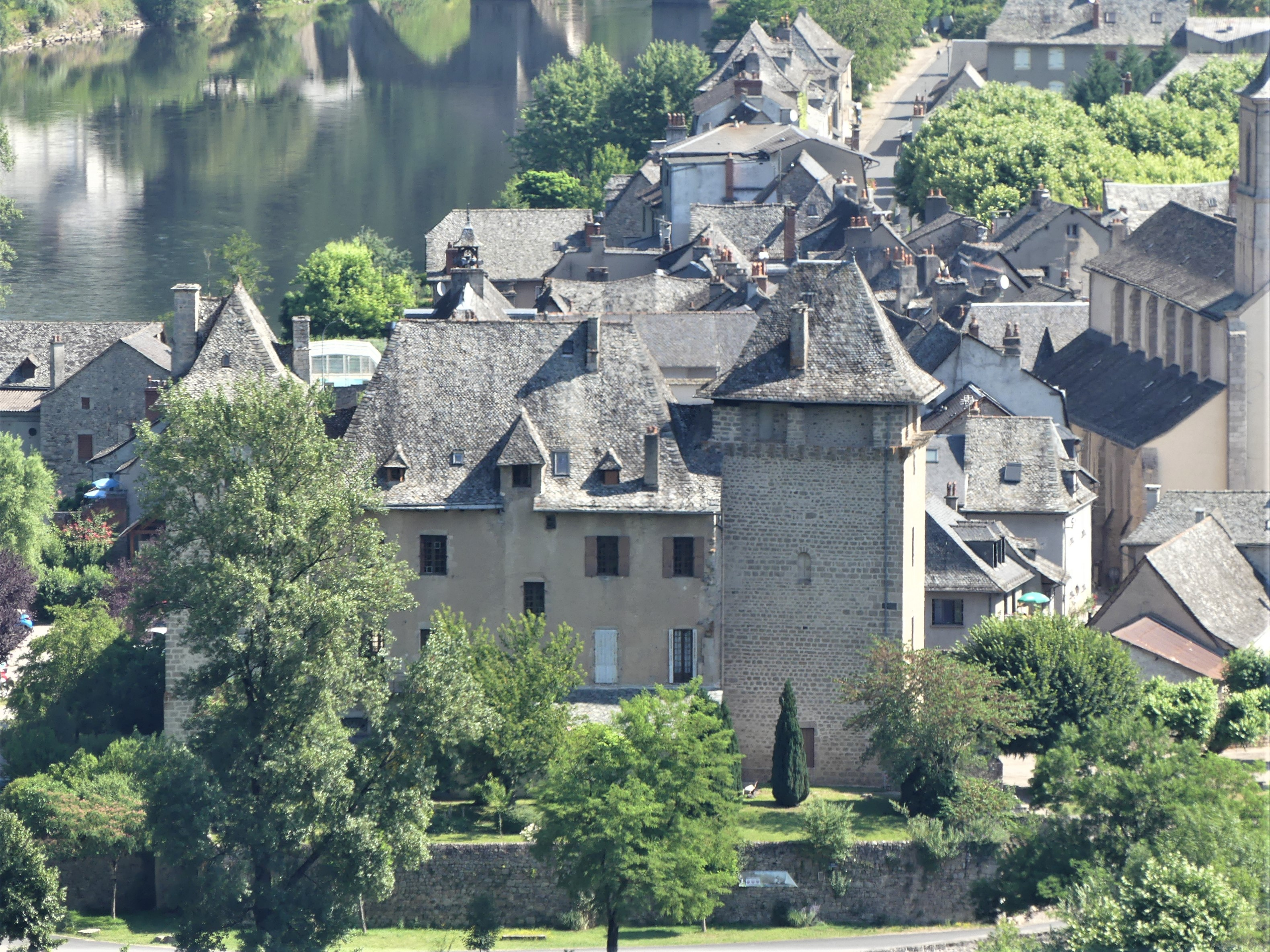
远眺特吕耶尔河畔昂特赖格城堡

特吕耶尔河畔昂特赖格建城于中世纪中后期，自13世纪起成为罗德兹伯国的一部分，其伯爵亨利二世（Henri II）于1278至1290年间在此修建了昂特赖格城堡。中世纪末期，该城堡几经易手，于1469年被路易十一收购，最终被鲁埃格的巴尔萨克家族购得。16世纪以后，得益于洛特河航运之便，昂特赖格逐渐发展成为一处商业集镇，其附近出现了葡萄酒种植园。法国大革命后，昂特赖格成为阿韦龙省的一个市镇，当地城堡被收归国有。1833年至1851年间，勒费勒曾整体并入昂特赖格。19世纪中期，洛特河航运被中断，其附近区域的葡萄酒种植园因根瘤蚜疫情而大批关闭，昂特赖格的工商业遭受重创，人口数量逐年下降。1957年，特吕耶尔河上的康贝拉克大坝建成。2002至2016年间，特吕耶尔河畔昂特赖格曾与周边4个市镇组建成为同名市镇公共社区。

## 地理

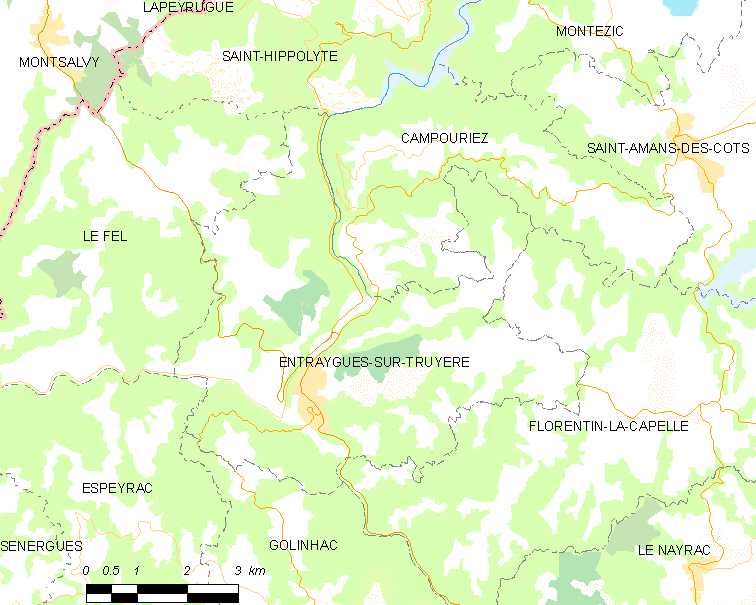
特吕耶尔河畔昂特赖格市镇范围地图

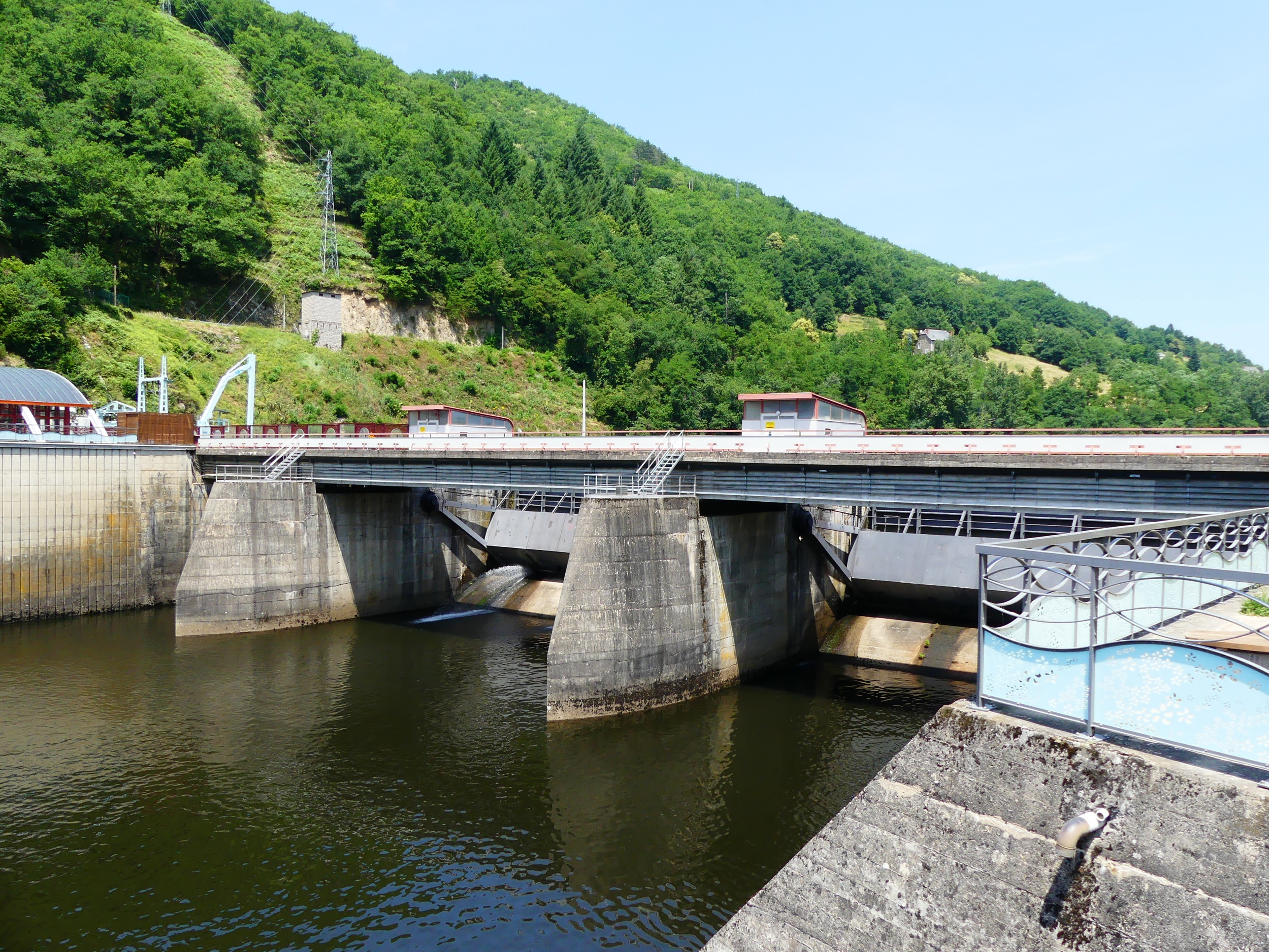
康贝拉克大坝

特吕耶尔河畔昂特赖格位于法国南部，奥克西塔尼大区北部和阿韦龙省北部偏西，距离省会罗德兹大约44公里。与特吕耶尔河畔昂特赖格接壤的市镇包括：康普列兹、勒费勒、埃斯佩拉克、弗洛朗坦拉卡佩勒、戈利纳克、圣伊波利特。

### 地形
特吕耶尔河畔昂特赖格位于法国中央高原中南部的一处河谷之中，境内以山地为主，市镇中心位于一处地势相对平坦的河谷滩附近，全境海拔在222到744米之间。

### 地质
特吕耶尔河畔昂特赖格境内多花岗岩。当地曾有一处铀矿，于1960年关闭。

### 水文
特吕耶尔河畔昂特赖格位于特呂耶爾河与洛特河的交汇处，其中特吕耶尔河上建有康贝拉克大坝以及市政磨坊。此外当地还有多条溪流。均属于加龙河水系。

### 植被
特吕耶尔河畔昂特赖格属于温带阔叶混交林区，林地广泛分布于河流附近及山谷之中。
在鲜花城市的评比中，特吕耶尔河畔昂特赖格被评为1星级鲜花城市。

### 气候
特吕耶尔河畔昂特赖格在柯本气候分类法中属于带有温带海洋性气候特征的山地气候，因地形因素，当地年平均降水量相对较多，年温差亦较大。
特吕耶尔河畔昂特赖格境内设有气象站，以下为该气象站的数据（其中日照数据取自罗德兹）：
| 特吕耶尔河畔昂特赖格1981年－2019年 | 特吕耶尔河畔昂特赖格1981年－2019年 | 特吕耶尔河畔昂特赖格1981年－2019年 | 特吕耶尔河畔昂特赖格1981年－2019年 | 特吕耶尔河畔昂特赖格1981年－2019年 | 特吕耶尔河畔昂特赖格1981年－2019年 | 特吕耶尔河畔昂特赖格1981年－2019年 | 特吕耶尔河畔昂特赖格1981年－2019年 | 特吕耶尔河畔昂特赖格1981年－2019年 | 特吕耶尔河畔昂特赖格1981年－2019年 | 特吕耶尔河畔昂特赖格1981年－2019年 | 特吕耶尔河畔昂特赖格1981年－2019年 | 特吕耶尔河畔昂特赖格1981年－2019年 | 特吕耶尔河畔昂特赖格1981年－2019年 |
| 月份                               | 1月                                | 2月                                | 3月                                | 4月                                | 5月                                | 6月                                | 7月                                | 8月                                | 9月                                | 10月                               | 11月                               | 12月                               | 全年                               |
| ---------------------------------- | ---------------------------------- | ---------------------------------- | ---------------------------------- | ---------------------------------- | ---------------------------------- | ---------------------------------- | ---------------------------------- | ---------------------------------- | ---------------------------------- | ---------------------------------- | ---------------------------------- | ---------------------------------- | ---------------------------------- |
| 历史最高温 °C（°F）                | 18.5 (65.3)                        | 26 (79)                            | 27.5 (81.5)                        | 31 (88)                            | 34.5 (94.1)                        | 40.5 (104.9)                       | 40.2 (104.4)                       | 42.5 (108.5)                       | 36.5 (97.7)                        | 30 (86)                            | 24.5 (76.1)                        | 19 (66)                            | 42.5 (108.5)                       |
| 平均高温 °C（°F）                  | 8.5 (47.3)                         | 10.7 (51.3)                        | 14.6 (58.3)                        | 17.4 (63.3)                        | 22.3 (72.1)                        | 25.8 (78.4)                        | 28.8 (83.8)                        | 28.8 (83.8)                        | 24.2 (75.6)                        | 18.7 (65.7)                        | 12.1 (53.8)                        | 9 (48)                             | 18.4 (65.1)                        |
| 日均气温 °C（°F）                  | 4.6 (40.3)                         | 5.9 (42.6)                         | 9 (48)                             | 11.6 (52.9)                        | 16.2 (61.2)                        | 19.5 (67.1)                        | 22 (72)                            | 21.7 (71.1)                        | 17.6 (63.7)                        | 13.9 (57.0)                        | 8.3 (46.9)                         | 5.4 (41.7)                         | 13 (55)                            |
| 平均低温 °C（°F）                  | 0.8 (33.4)                         | 1.1 (34.0)                         | 3.4 (38.1)                         | 5.7 (42.3)                         | 10 (50)                            | 13.1 (55.6)                        | 15.1 (59.2)                        | 14.6 (58.3)                        | 11 (52)                            | 9 (48)                             | 4.5 (40.1)                         | 1.8 (35.2)                         | 7.5 (45.5)                         |
| 历史最低温 °C（°F）                | −21 (−6)                           | −14 (7)                            | −11.5 (11.3)                       | −4 (25)                            | 0 (32)                             | 4.5 (40.1)                         | 7 (45)                             | 4 (39)                             | 2 (36)                             | −3.5 (25.7)                        | −8.5 (16.7)                        | −14.5 (5.9)                        | −21 (−6)                           |
| 平均降水量 mm（）                  | 94 (3.7)                           | 86.7 (3.41)                        | 78.7 (3.10)                        | 106.8 (4.20)                       | 104.7 (4.12)                       | 81.1 (3.19)                        | 58.2 (2.29)                        | 73.9 (2.91)                        | 92.7 (3.65)                        | 108.8 (4.28)                       | 104 (4.1)                          | 110.8 (4.36)                       | 1,100.4 (43.32)                    |
| 月均日照時數                       | 63.6                               | 89.5                               | 125.9                              | 194.7                              | 211.8                              | 249.9                              | 187.4                              | 263.5                              | 214.6                              | 183.2                              | 68.3                               | 87.2                               | 1,939.6                            |
| 来源：infoclimat.fr                |                                    |                                    |                                    |                                    |                                    |                                    |                                    |                                    |                                    |                                    |                                    |                                    |                                    |

## 行政区划
特吕耶尔河畔昂特赖格是法国奥克西塔尼大区阿韦龙省的一个市镇，编号为12094。特吕耶尔河畔昂特赖格隶属于罗德兹区、阿韦龙省第一选区以及洛特河-特吕耶尔河县，同时也是孔塔勒洛特河-特吕耶尔河市镇公共社区的组成部分。
法国国家统计与经济研究所（简称）在进行数据统计时，未将特吕耶尔河畔昂特赖格划入任何城市核心区（Unité urbaine）、城市区（Aire urbaine）以及城市辐射区（Aire d'attraction）内。此外，还将特吕耶尔河畔昂特赖格市镇整体看作一个“块区”（IRIS），以便于统计人口分布情况。

## 交通

特吕耶尔河畔昂特赖格公路交通地图

### 公路
连接欧里亚克和罗德兹的干线公路经过特吕耶尔河畔昂特赖格镇中心，此外还有多条阿韦龙省省道在特吕耶尔河畔昂特赖格境内交汇。奥克西塔尼大区下属的城际客运提供巴士线路，每周一至五早上开行一班直达埃斯帕利永的班车，可联程中转前往罗德兹。
2018年，42.7%的特吕耶尔河畔昂特赖格家庭拥有至少一辆私人汽车。2019年，特吕耶尔河畔昂特赖格境内共发生各类交通事故1起，造成1人受伤。

### 铁路
距离特吕耶尔河畔昂特赖格最近的运营中的客运铁路车站为欧里亚克站，该站停靠前往克莱蒙费朗、图卢兹和布里夫三个方向的区域列车。

### 航空
特吕耶尔河畔昂特赖格距离欧里亚克机场和罗德兹机场的公路里程分别约43和45公里，这两个机场都有前往巴黎的固定航班。

### 城市公共交通
截至2021年11月，特吕耶尔河畔昂特赖格暂无城市公共交通系统。

## 政治

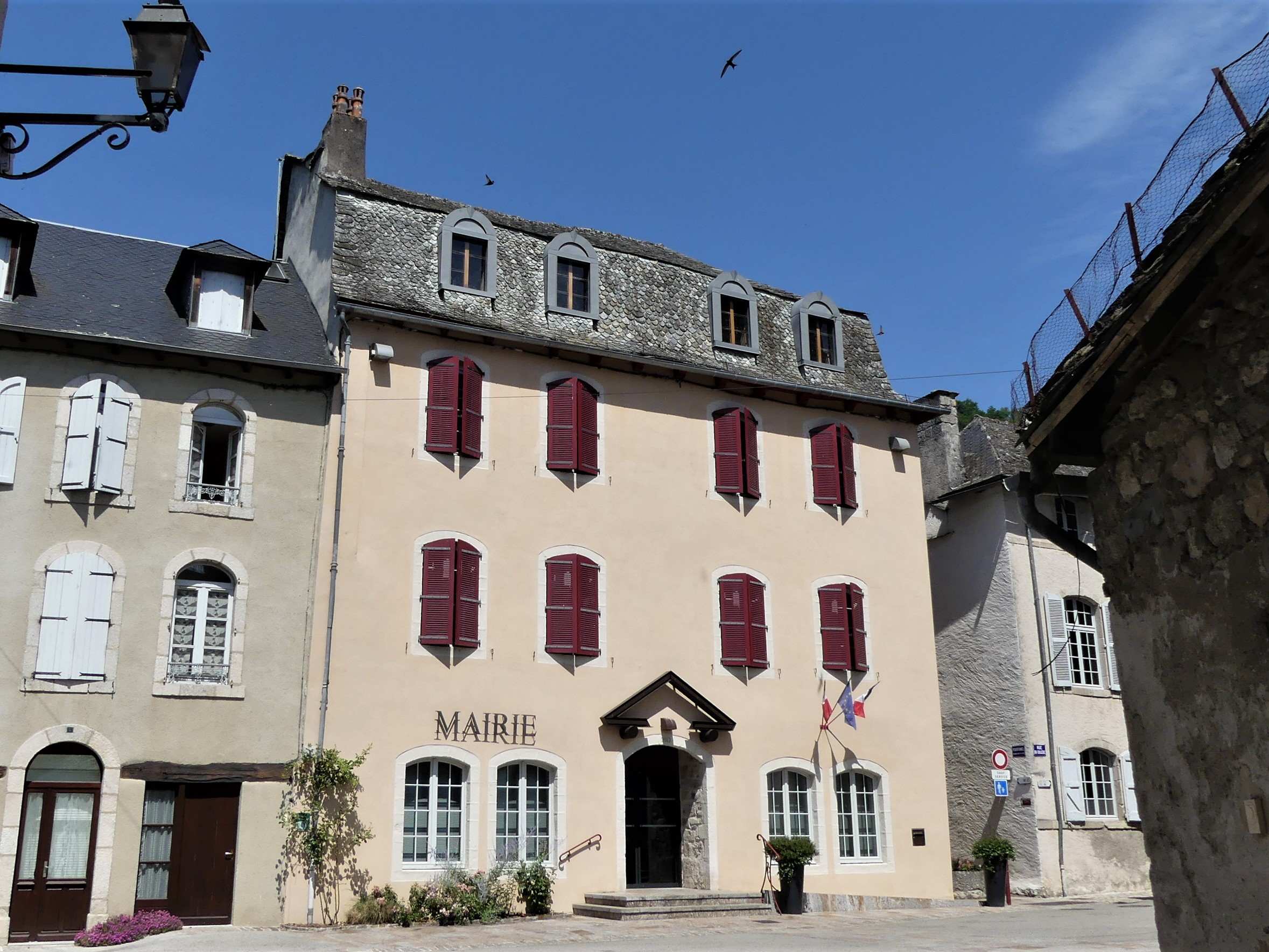
特吕耶尔河畔昂特赖格市政厅

特吕耶尔河畔昂特赖格的现任市长为贝尔纳·布尔西纳克先生（Bernard Boursinhac），他是一名无党派人士，在2020年的市政选举中获得了100%的支持率（无其他候选人）。
在2017年的法国总统大选中，法国第25任总统埃马纽埃尔·马克龙在特吕耶尔河畔昂特赖格获得了69.84%的支持率。
| 特吕耶尔河畔昂特赖格历届市长 |                                      |                                    |
| 任期                         | 市长                                 | 党派                               |
| 1944年－1953年               | Emile Carbonel 埃米尔·卡尔博内尔     | 不详                               |
| 1953年－1989年               | Jean Laurens 让·洛朗                 | DVD右翼无党派人士 →UMP人民运动联盟 |
| 1989年－2008年               | André Marty 安德烈·马尔蒂            | DVD右翼无党派人士                  |
| 2008年－2014年               | Fernand Nicolau 费尔南·尼科洛        | 無黨籍                             |
| 2014年－                     | Bernard Boursinhac 贝尔纳·布尔西纳克 | 無黨籍                             |

## 人口
2018年，特吕耶尔河畔昂特赖格市镇人口数量为992，在法国排名第10,002位。其中男性472人，女性520人，75岁及以上人口占18.5%，外籍人口数量为173人，人口密度为33人/平方公里，当地男性居民被称为或，女性居民被称为或。2019年，特吕耶尔河畔昂特赖格境内出生4人，死亡人口45人。
| 年份   | 1936  | 1946  | 1954  | 1962  | 1968  | 1975  | 1982  | 1990  | 1999  | 2006  | 2007  | 2012  | 2017 | 2018 |
| ------ | ----- | ----- | ----- | ----- | ----- | ----- | ----- | ----- | ----- | ----- | ----- | ----- | ---- | ---- |
| 人口數 | 1,559 | 2,080 | 1,713 | 1,582 | 1,508 | 1,510 | 1,523 | 1,495 | 1,267 | 1,195 | 1,182 | 1,059 | 996  | 992  |

## 经济
截止2021年11月，特吕耶尔河畔昂特赖格共有各类用人单位（包含自雇）228家，平均历史为20年，均为中小型企业（PME）。（餐饮住宿）是当地2020年营业额最高的企业，为392,459欧元。

## 财政收入
2019年，特吕耶尔河畔昂特赖格的财政收入总额为1,175,850欧元，财政支出总额为1,215,460欧元，当年的债务总额为1,254,400欧元。2021年，特吕耶尔河畔昂特赖格共获得277,386欧元的国家财政补助，比上一年增加了0.65%。
2019年，特吕耶尔河畔昂特赖格的家庭平均月收入总额为1,796欧元，低于法国平均水平（2,318欧元）。
2018年，特吕耶尔河畔昂特赖格境内的青壮年（15至64岁）失业率为12.3%，当地44.9%的家庭拥有纳税资格，平均纳税1,918欧元，低于法国平均水平（3,888欧元）。

## 社会事务

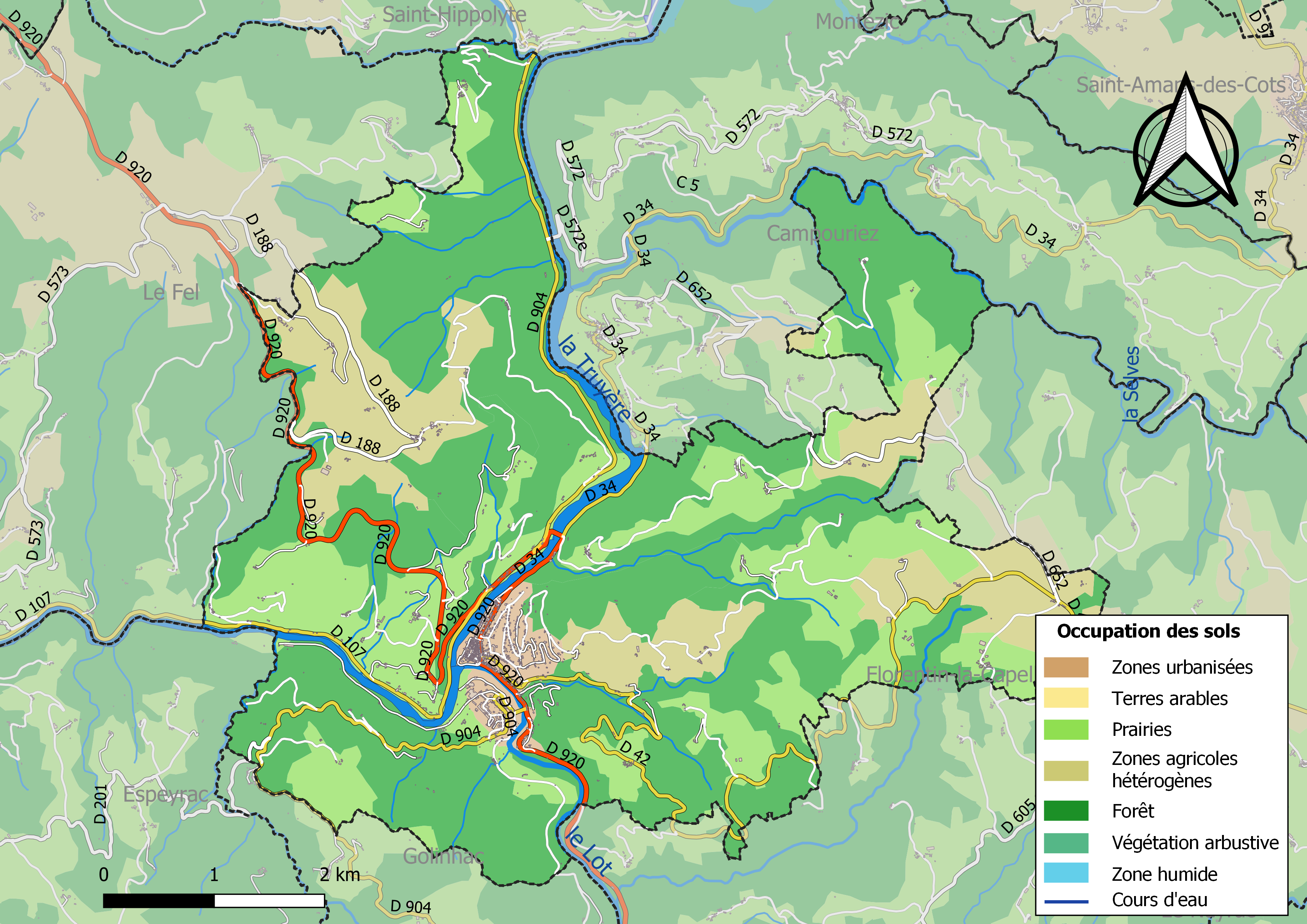
特吕耶尔河畔昂特赖格土地利用情况地图

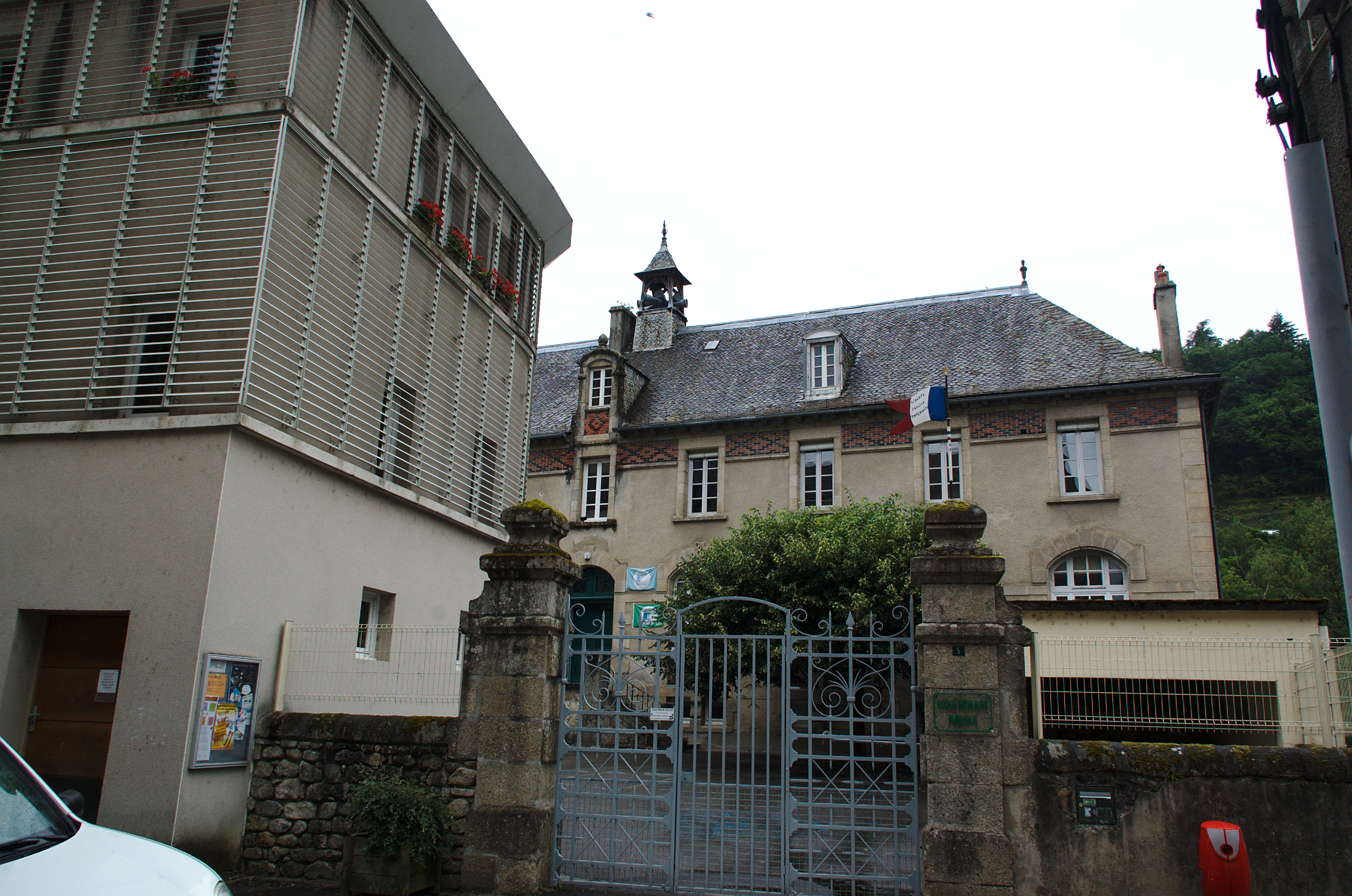
特吕耶尔河畔昂特赖格的一所学校

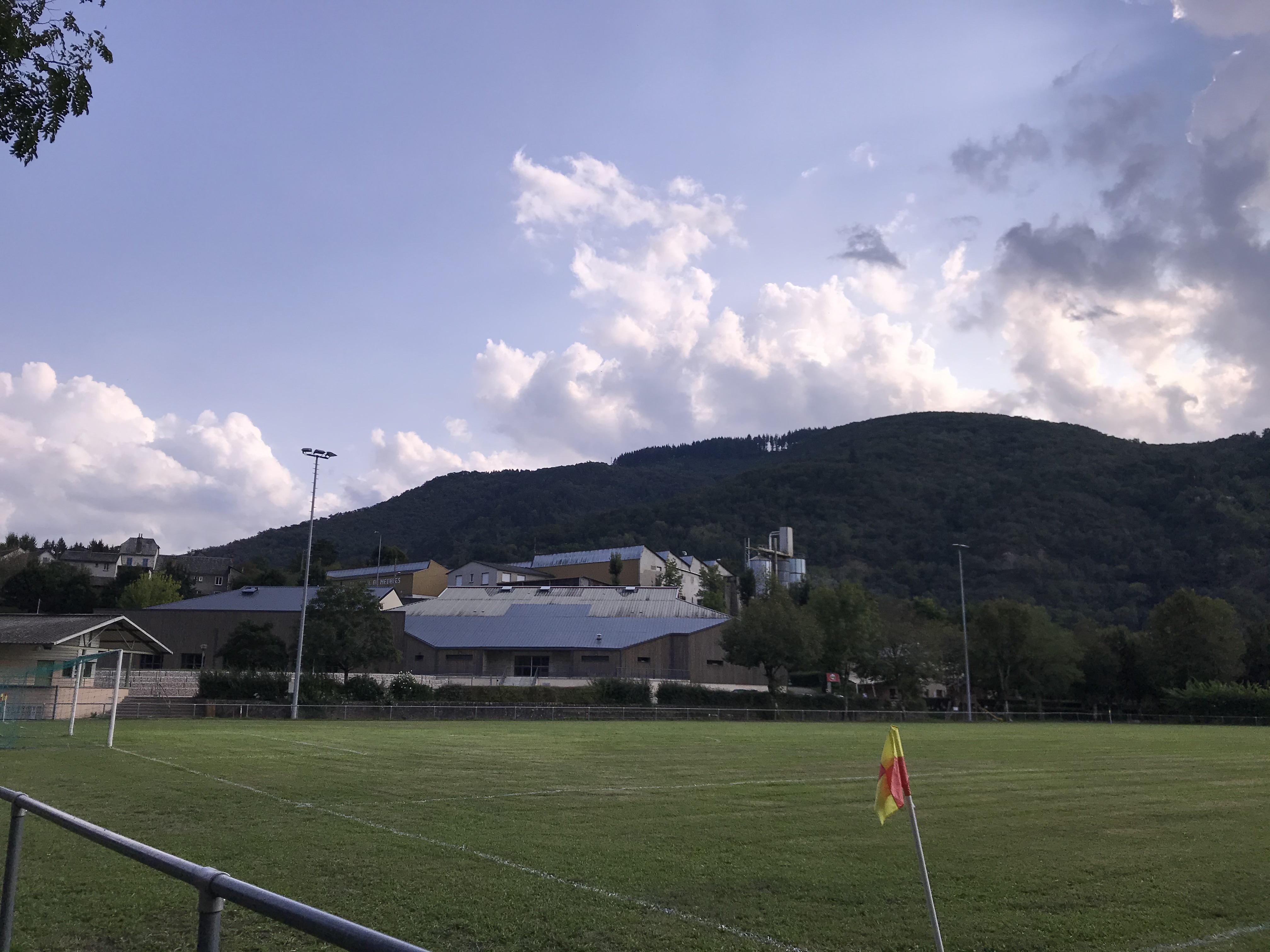
特吕耶尔河畔昂特赖格球场

### 教育
特吕耶尔河畔昂特赖格属于图卢兹学区。截止2020年1月1日，特吕耶尔河畔昂特赖格境内共有2所小学。

### 医疗
截止2020年1月1日，特吕耶尔河畔昂特赖格境内共有全科医生2名、保健师1名、牙医1名和护士8名。境内共有药房1家、养老院1家。
距离特吕耶尔河畔昂特赖格最近的区域性医疗机构为埃斯帕利永-奥尔特河畔圣洛朗市际中心医院（Centre hospitalier Intercommunal Espalion-Saint Laurent d'Olt Jean Solinhac），其主病区位于埃斯帕利永市区，距离特吕耶尔河畔昂特赖格镇中心的正常路程在半小时以内，该院设有床位248个，是当地规模最大的公立综合性医院。

### 住房
2018年，特吕耶尔河畔昂特赖格境内共有各类住房998套，其中71.7%为独立式居民区，20.6%为集中式居民区。常住房屋占特吕耶尔河畔昂特赖格市镇范围内居民建筑总量的50%。
在住房保障政策方面，2020年，特吕耶尔河畔昂特赖格境内共有61户家庭获得了住房经济补助，受益人数占总人口数量的6.1%，其中57份为房租补助。

### 商业
2019年，特吕耶尔河畔昂特赖格境内共有各类实体商铺45家，其中餐厅6家、杂货店3家、面包房2家、肉铺2家、书店1家、美容美发店4家、汽车维修店2家。市区南部建有一家U Express便民超市。

### 体育
2020年，特吕耶尔河畔昂特赖格境内共有1家游泳池、1处马术场以及1处足球或橄榄球场。
截至2021年11月，特吕耶尔河畔昂特赖格境内暂无注册足球俱乐部。

### 环境
特吕耶尔河畔昂特赖格的环境事务由其所属的公共社区负责。2019年，特吕耶尔河畔昂特赖格境内暂无污染企业。

### 治安
2019年，特吕耶尔河畔昂特赖格市镇范围内有1处宪兵队。
特吕耶尔河畔昂特赖格所在地是罗德兹宪兵总队的管辖范围。2020年，该宪兵总队辖区内共114个市镇累计发生各类案件1,950起，其中盗窃类案件804起，经济类案件474起，毒品交易类案件65起。

## 文化
2020年，特吕耶尔河畔昂特赖格境内有1家电影院。特吕耶尔河畔昂特赖格市政府提供多媒体中心，每周三、五、六向公众开放。

### 建筑
特吕耶尔河畔昂特赖格境内有多处历史建筑，其中昂特赖格城堡是法国国家文物保护单位，也是当地的地标性建筑物。

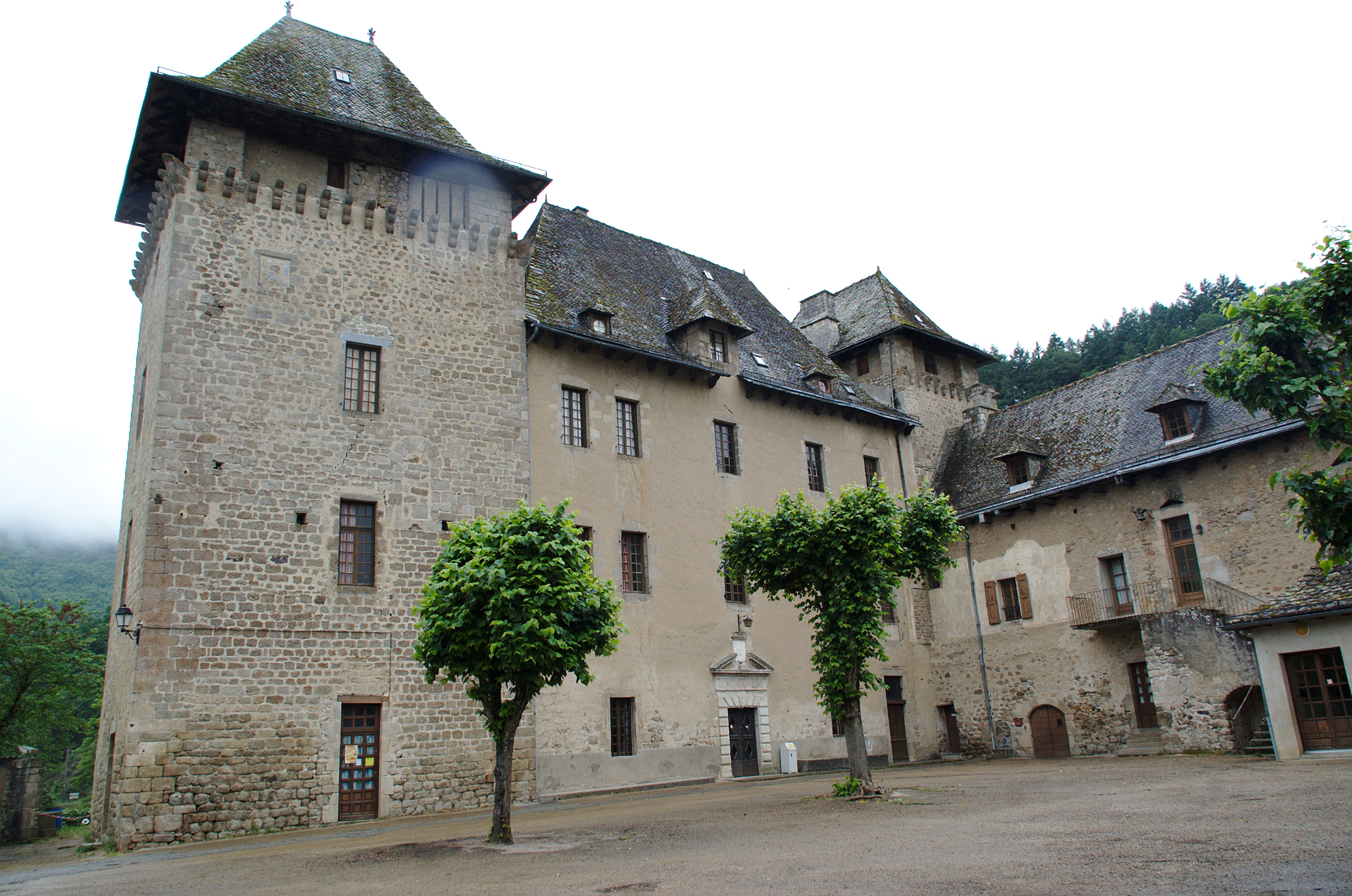
昂特赖格城堡（法语：Château d'Entraygues (Entraygues-sur-Truyère)）
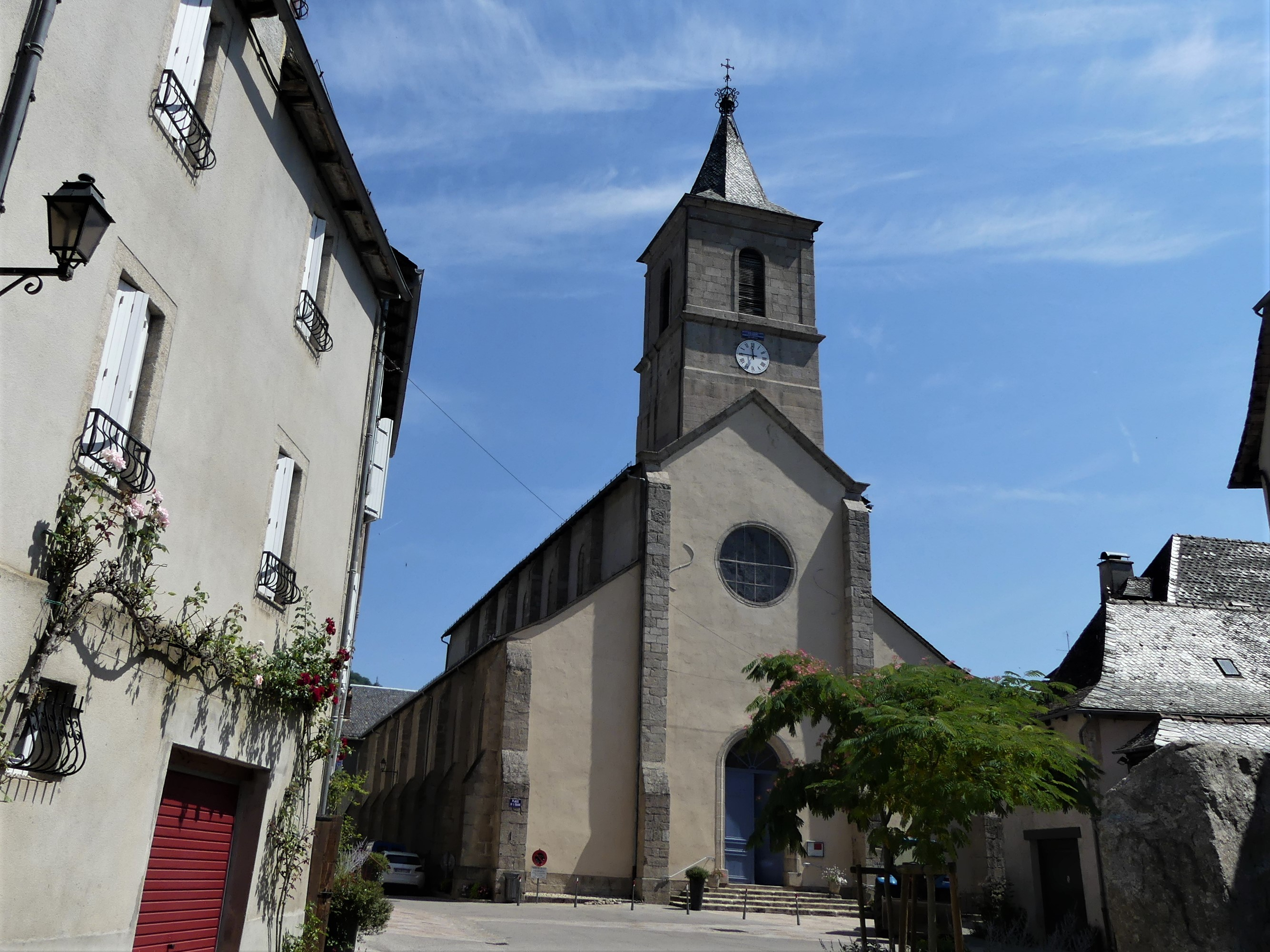
圣乔治教堂
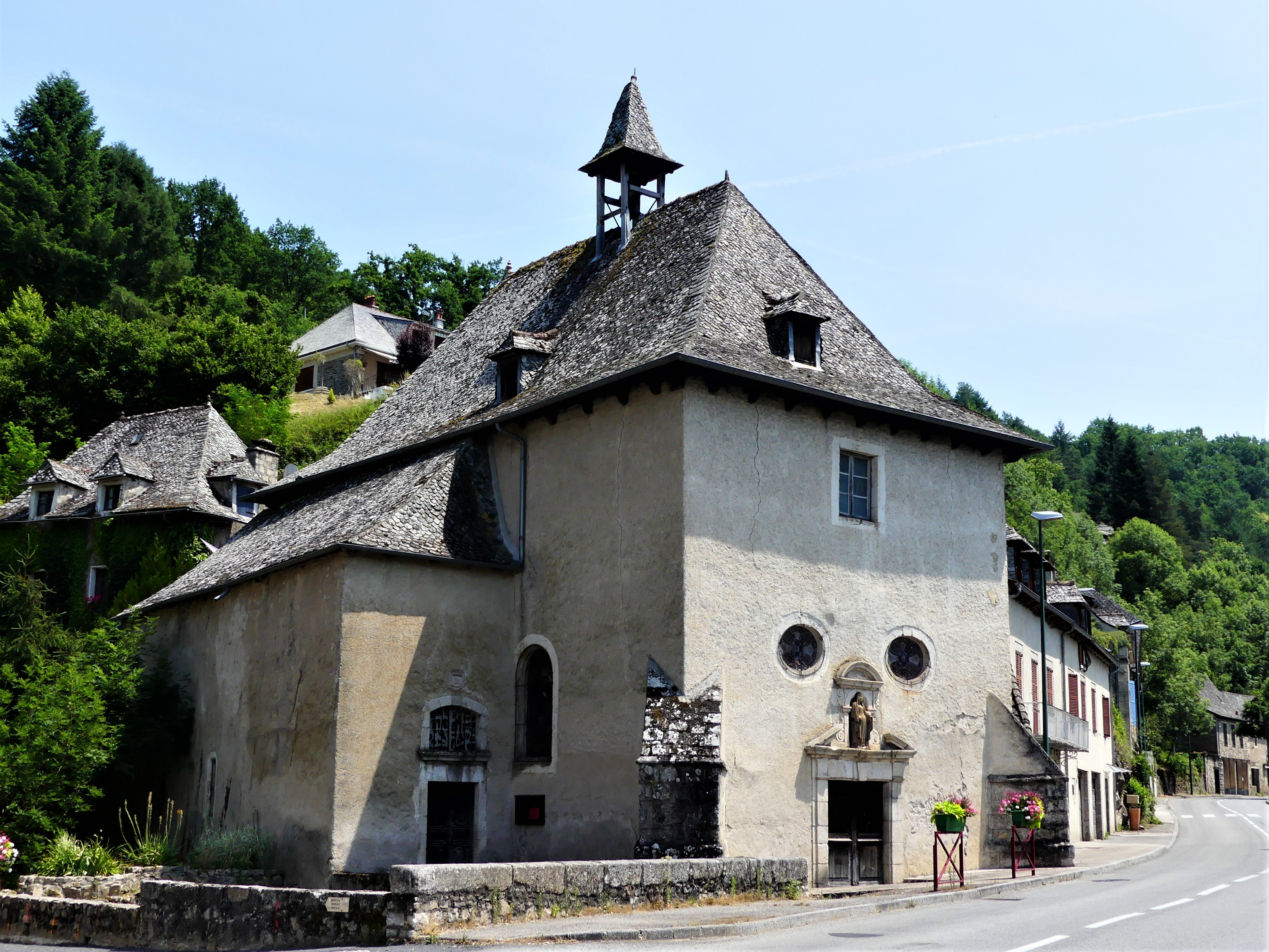
圣母小教堂
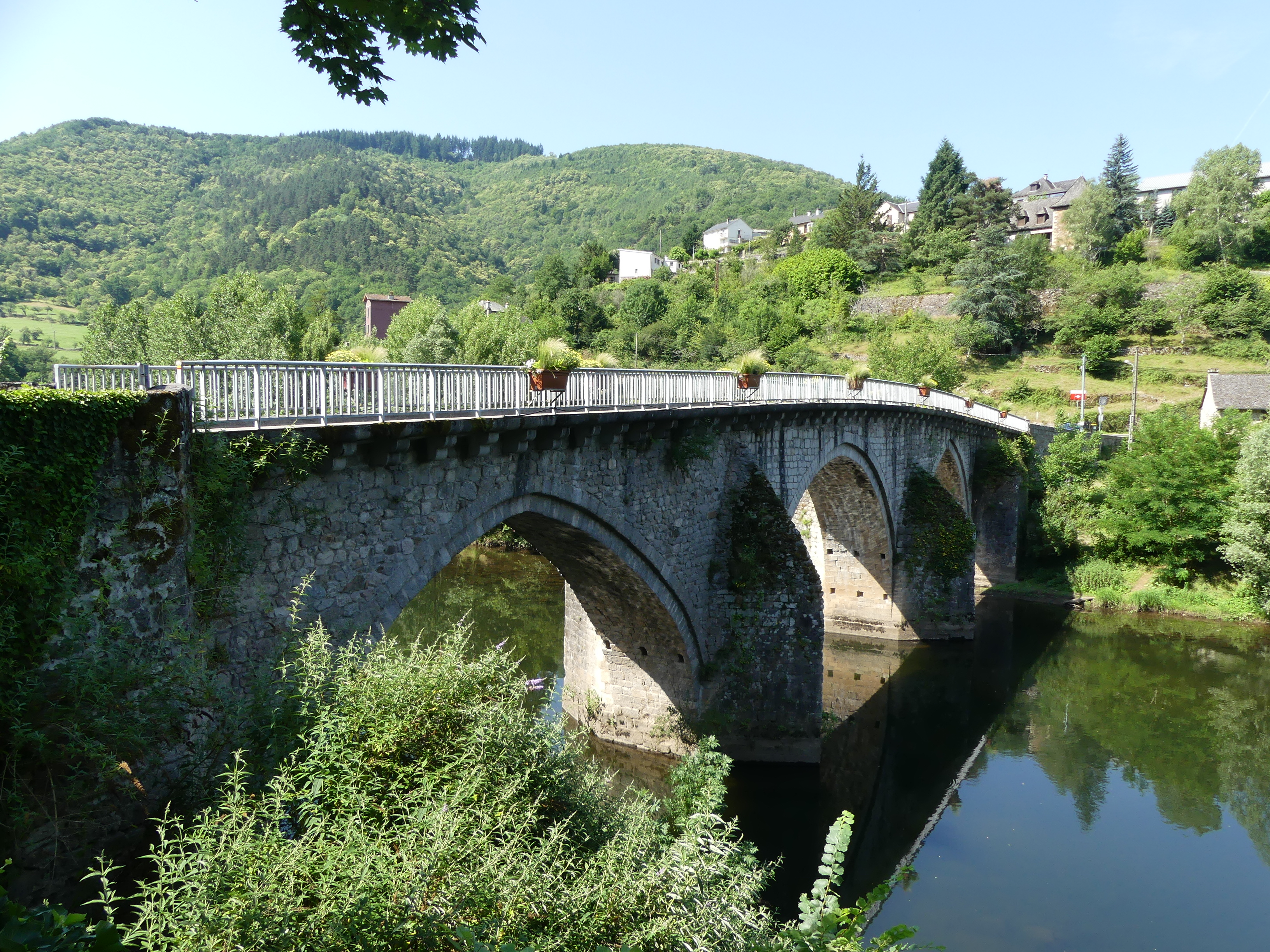
圣母桥
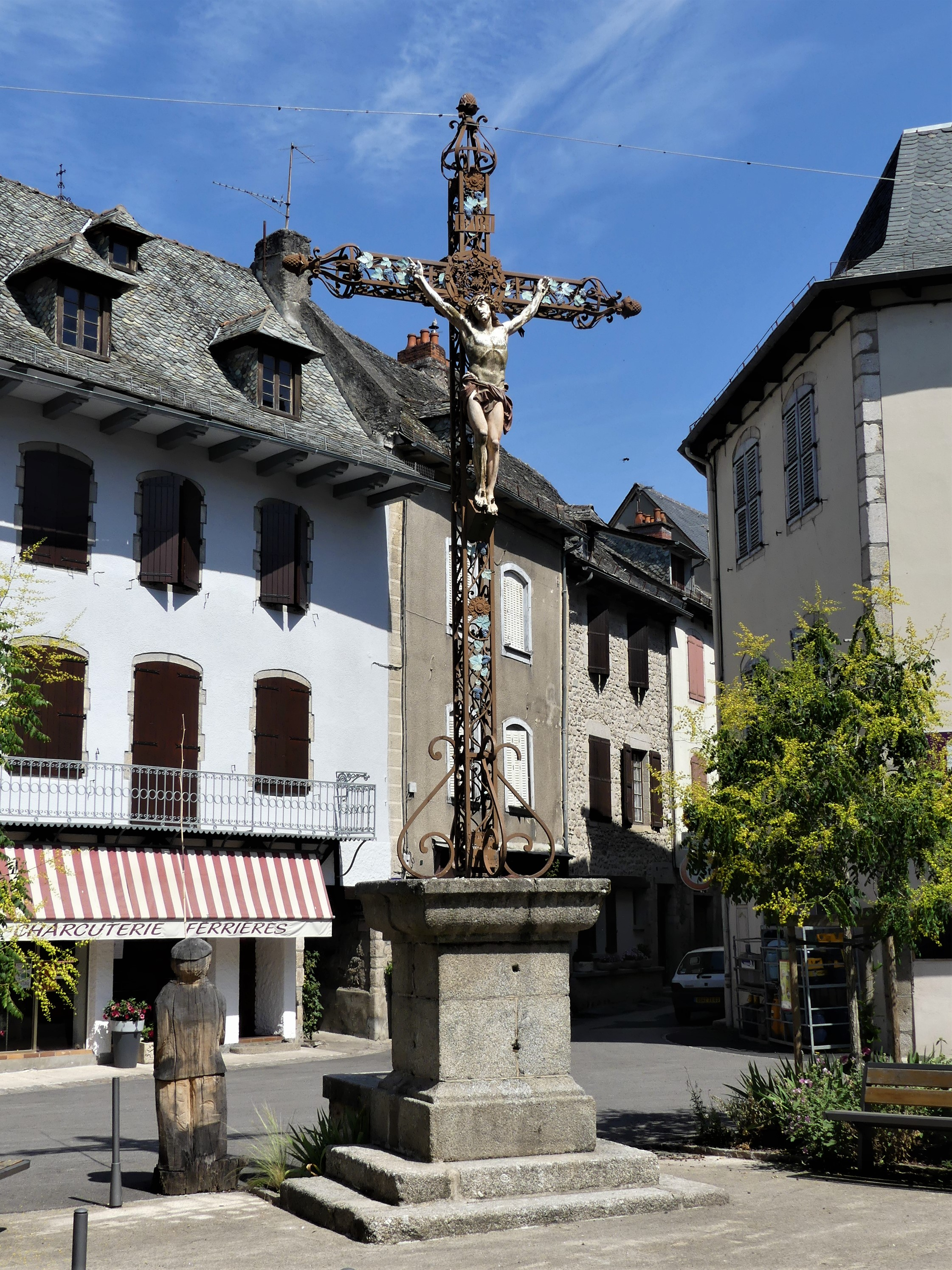
殉难者十字架
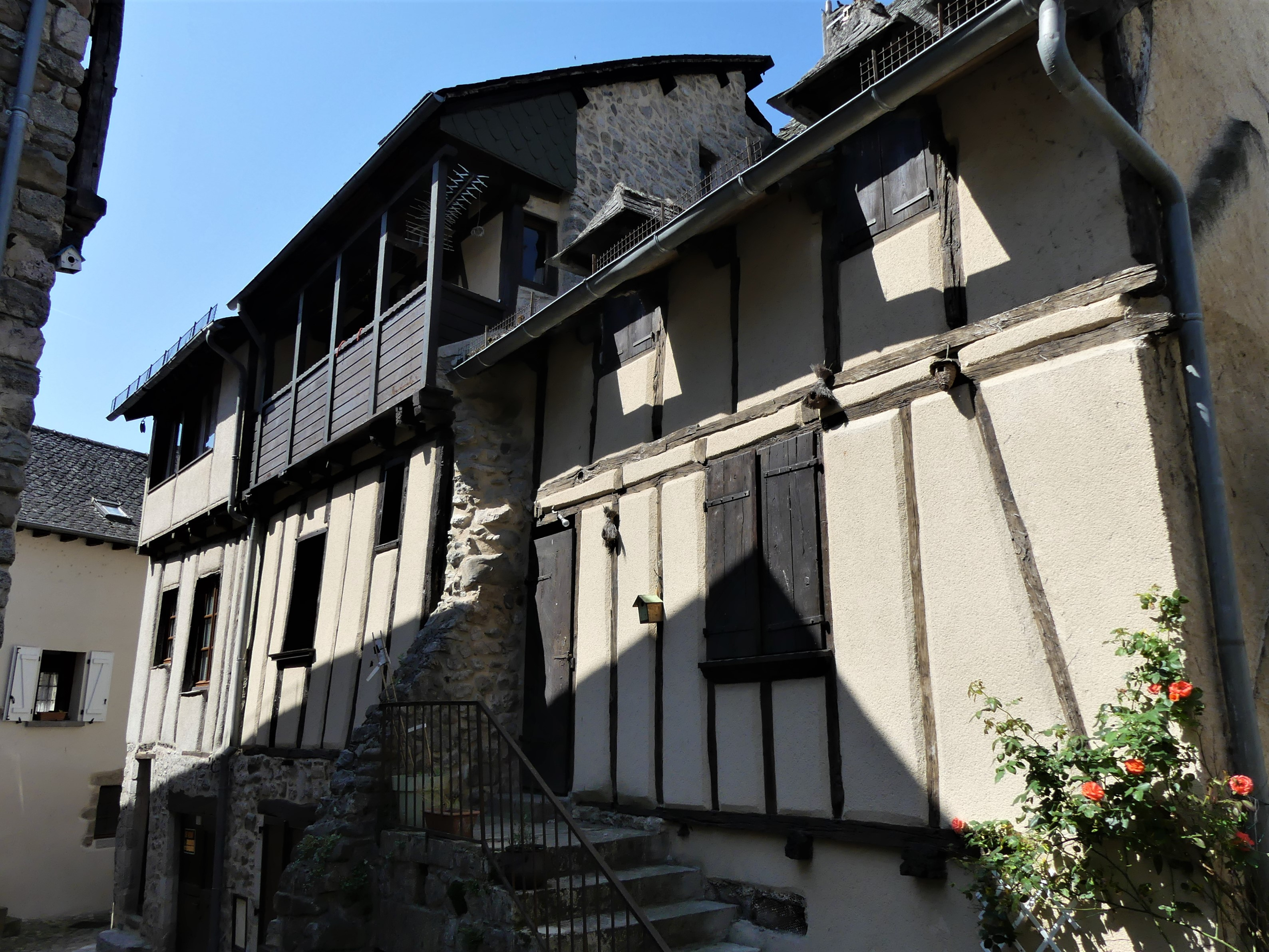
传统木质民居
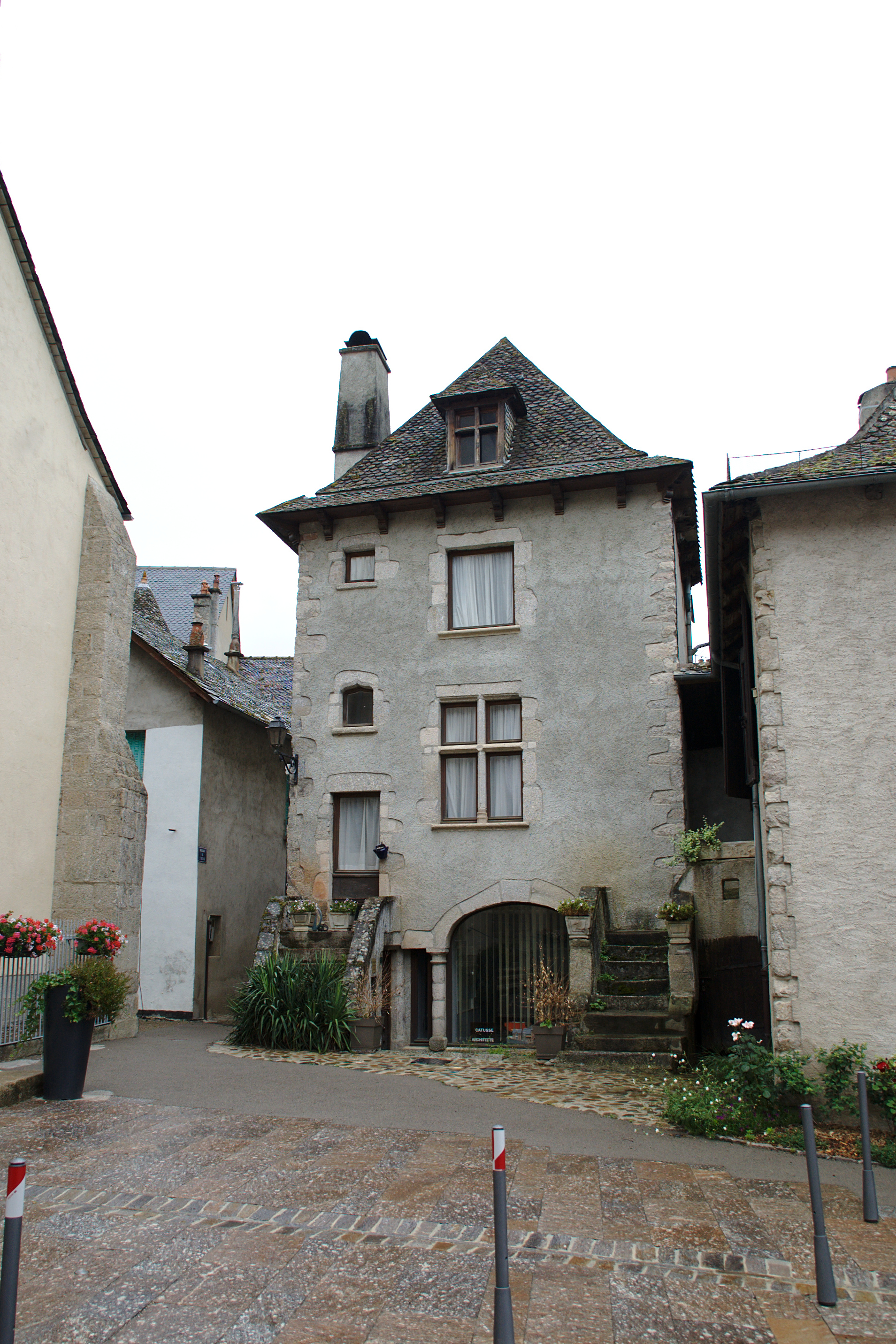
石质民居

### 旅游
特吕耶尔河畔昂特赖格的旅游事务由其所属的公共社区负责。2021年，特吕耶尔河畔昂特赖格境内共有4家酒店共计102间房间；另有1个露营地，可容纳共131辆露营车。

### 媒体
法国主要的媒体均可在特吕耶尔河畔昂特赖格接收，法国电视三台下属的奥克西塔尼大区频道在部分时段播出特吕耶尔河畔昂特赖格所属区域的地方新闻。当地的主要地方性媒体包括奥克西塔尼电视台、《自由南法报》、《南法追寻报》等。

## 友好城市
截至2021年11月，特吕耶尔河畔昂特赖格暂未建立任何友好城市关系。